# ماتیاس ملینهاوس
ماتیاس ملینهاوس (انگلیسی: Matthias Mellinghaus؛ زادهٔ ۱۰ مهٔ ۱۹۶۵) قایقران روئینگ اهل آلمان غربی بود.